# Volta a Portugal - Lista de vencedores da Geral Colectiva
Lista dos vencedores da Geral Colectiva (também conhecida por Classificação da Equipas) da Volta a Portugal em Bicicleta. 

## Lista de Vencedores
| 84                                                        | 2023 | Glassdrive-Q8-Anicolor          | [ 2 ] |
| 83                                                        | 2022 | Glassdrive-Q8-Anicolor          | [ 3 ] |
| 82                                                        | 2021 | Efapel                          | [ 4 ] |
| Esp                                                       | 2020 | W52–FC Porto                    | [ 5 ] |
| 81                                                        | 2019 | W52–FC Porto                    | [ 6 ] |
| 80                                                        | 2018 | W52–FC Porto                    | [ 7 ] |
| 79                                                        | 2017 | W52–FC Porto–Mestre da Cor      |       |
| 78                                                        | 2016 | W52–FC Porto–Porto Canal        |       |
| 77                                                        | 2015 | W52-Quinta da Lixa              |       |
| 76                                                        | 2014 | OFM-Quinta da Lixa-Golden Times |       |
| 75                                                        | 2013 | Efapel-Glassdrive               |       |
| 74                                                        | 2012 | Efapel-Glassdrive               |       |
| 73                                                        | 2011 | Tavira-Prio                     |       |
| 72                                                        | 2010 | Barbot-Siper                    |       |
| 71                                                        | 2009 | Palmeiras Resort-Tavira         |       |
| 70                                                        | 2008 | Liberty Seguros                 |       |
| 69                                                        | 2007 | Liberty Seguros                 |       |
| 68                                                        | 2006 | LA Aluminios-Liberty Seguros    |       |
| 67                                                        | 2005 | Comunidad Valenciana            |       |
| 66                                                        | 2004 | Milaneza-Maia                   |       |
| 65                                                        | 2003 | Milaneza-MSS                    |       |
| 64                                                        | 2002 | Milaneza-MSS                    |       |
| 63                                                        | 2001 | Porta da Ravessa                |       |
| 62                                                        | 2000 | Porta da Ravessa                |       |
| 61                                                        | 1999 | SL Benfica                      |       |
| 60                                                        | 1998 | Festina Watches                 |       |
| 59                                                        | 1997 | Recer-Boavista                  |       |
| 58                                                        | 1996 | Maia-Jumbo-CIN                  |       |
| 57                                                        | 1995 | Sicasal-Acral                   |       |
| 56                                                        | 1994 | Sicasal-Acral                   |       |
| 55                                                        | 1993 | Artiach                         |       |
| 54                                                        | 1992 | Sicasal-Acral                   |       |
| 53                                                        | 1991 | Sicasal-Acral                   |       |
| 52                                                        | 1990 | Sicasal-Acral                   |       |
| 51                                                        | 1989 | Boavista-Sarcol                 |       |
| 50                                                        | 1988 | Louletano                       |       |
| 49                                                        | 1987 | Sicasal-Torreense               |       |
| 48                                                        | 1986 | Lousa                           |       |
| 47                                                        | 1985 | Sporting CP                     |       |
| 46                                                        | 1984 | Sporting CP                     |       |
| 45                                                        | 1983 | Ajacto                          |       |
| 44                                                        | 1982 | Bombarralense                   |       |
| 43                                                        | 1981 | FC Porto                        |       |
| 42                                                        | 1980 | FC Porto                        |       |
| 41                                                        | 1979 | FC Porto                        |       |
| 40                                                        | 1978 | Lousa                           |       |
| 39                                                        | 1977 | Águias/Clok                     |       |
| 38                                                        | 1976 | Sangalhos                       |       |
| Em 1975 não houve Volta devido ao PREC                    |      |                                 |       |
| 37                                                        | 1974 | SL Benfica                      |       |
| 36                                                        | 1973 | Sporting CP                     |       |
| 35                                                        | 1972 | Sporting CP                     |       |
| 34                                                        | 1971 | Sporting CP                     |       |
| 33                                                        | 1970 | Sporting CP                     |       |
| 32                                                        | 1969 | FC Porto                        |       |
| 31                                                        | 1968 | Sporting CP                     |       |
| 30                                                        | 1967 | Sporting CP                     |       |
| 29                                                        | 1966 | SL Benfica                      |       |
| 28                                                        | 1965 | Flandria-Romeu                  |       |
| 27                                                        | 1964 | FC Porto                        |       |
| 26                                                        | 1963 | SL Benfica                      |       |
| 25                                                        | 1962 | FC Porto                        |       |
| 24                                                        | 1961 | Sporting CP                     |       |
| 23                                                        | 1960 | Licor 43                        |       |
| 22                                                        | 1959 | FC Porto                        |       |
| 21                                                        | 1958 | FC Porto                        |       |
| 20                                                        | 1957 | Académico do Porto              |       |
| 19                                                        | 1956 | Académico do Porto              |       |
| 18                                                        | 1955 | FC Porto                        |       |
| De 1953 a 1954 não houve Volta                            |      |                                 |       |
| 17                                                        | 1952 | FC Porto                        |       |
| 16                                                        | 1951 | Sangalhos                       |       |
| 15                                                        | 1950 | FC Porto                        |       |
| 14                                                        | 1949 | FC Porto                        |       |
| 13                                                        | 1948 | FC Porto                        |       |
| 12                                                        | 1947 | SL Benfica                      |       |
| 11                                                        | 1946 | Iluminante                      |       |
| De 1942 a 1945 não houve Volta devido à II Guerra Mundial |      |                                 |       |
| 10                                                        | 1941 | Sporting CP                     |       |
| 9                                                         | 1940 | Sporting CP                     |       |
| 8                                                         | 1939 | SL Benfica                      |       |
| 7                                                         | 1938 | CUF Barreiro                    |       |
| Em 1936 e 1937 não houve Volta                            |      |                                 |       |
| 6                                                         | 1935 | Campo de Ourique                |       |
| 5                                                         | 1934 | SL Benfica                      |       |
| 4                                                         | 1933 | Sporting CP                     |       |
| 3                                                         | 1932 | SL Benfica                      |       |
| 2                                                         | 1931 | SL Benfica                      |       |
| De 1928 a 1930 não houve Volta                            |      |                                 |       |
| 1                                                         | 1927 | Carcavelos                      |       |

## Títulos por equipa
| Equipa                                                                                  | Vitórias Equipas | Classificação equipas                                                        |
| --------------------------------------------------------------------------------------- | ---------------- | ---------------------------------------------------------------------------- |
| FC Porto                                                                                | 13               | 1948, 1949, 1950, 1952, 1955, 1958, 1959, 1962, 1964, 1969, 1979, 1980, 1981 |
| Sporting CP                                                                             | 12               | 1933, 1940, 1941, 1961, 1967, 1968, 1970, 1971, 1972, 1973, 1984, 1985       |
| SL Benfica                                                                              | 9                | 1931, 1932, 1934, 1939, 1947, 1963, 1966, 1974, 1999                         |
| União Ciclista de Sobrado (OFM–Quinta da Lixa/W52–Quinta da Lixa/W52–FC Porto)          | 7                | 2014, 2015, 2016, 2017, 2018, 2019, 2020                                     |
| Barbot–Siper/Efapel–Glassdrive/Glassdrive-Q8-Anicolor                                   | 6                | 2010, 2012, 2013, 2021, 2022, 2023                                           |
| União Ciclista da Maia (Maia–CIN/Milaneza–MSS/Milaneza–Maia/LA–MSS)                     | 5                | 1996, 2002, 2003, 2004, 2007                                                 |
| Sicasal                                                                                 | 5                | 1987, 1990, 1991, 1992, 1995                                                 |
| Águias/LA–Pecol/LA–Liberty/Liberty Seguros                                              | 5                | 1977, 2000, 2005, 2006, 2008                                                 |
| Sangalhos                                                                               | 2                | 1951, 1976                                                                   |
| Clube de Ciclismo de Tavira (Palmeiras Resort–Tavira/Palmeiras Resort–Prio/Tavira–Prio) | 2                | 2009, 2011                                                                   |
| Académico do Porto                                                                      | 2                | 1956, 1957                                                                   |
| Lousa                                                                                   | 2                | 1978, 1986                                                                   |
| Artiach                                                                                 | 2                | 1993, 1994                                                                   |
| Recer–Boavista                                                                          | 2                | 1989, 1997                                                                   |
| Carcavelos                                                                              | 1                | 1927                                                                         |
| Clube Atlético de Campo de Ourique                                                      | 1                | 1935                                                                         |
| CUF Barreiro                                                                            | 1                | 1938                                                                         |
| Iluminante                                                                              | 1                | 1946                                                                         |
| Flandria                                                                                | 1                | 1965                                                                         |
| Porta da Ravessa                                                                        | 1                | 2001                                                                         |
| Louletano–Vale do Lobo                                                                  | 1                | 1988                                                                         |
| Licor 43                                                                                | 1                | 1960                                                                         |
| Bombarralense                                                                           | 1                | 1982                                                                         |
| Rodovil                                                                                 | 1                | 1983                                                                         |
| Festina                                                                                 | 1                | 1998                                                                         |